# زخم‌آرایی
به مجموعه کارهایی مانند خراشاندن، قلم زدن، بریدن، تیغ زدن، تراشیدن و داغ گذاشتن بر روی پوست، که به منظور ایجاد شکل، طرح، نوشتار، نشانه و ... جهت آراستن و نشانه گذاردن به صورت بلند مدت انجام می‌شود را زخم‌آرایی می گویند.
در هنگام زخم‌آرایی، نشان زخم‌ها با بریدن، داغ گذاری و نیمسوز کردن بر روی پوست حاصل می شود.

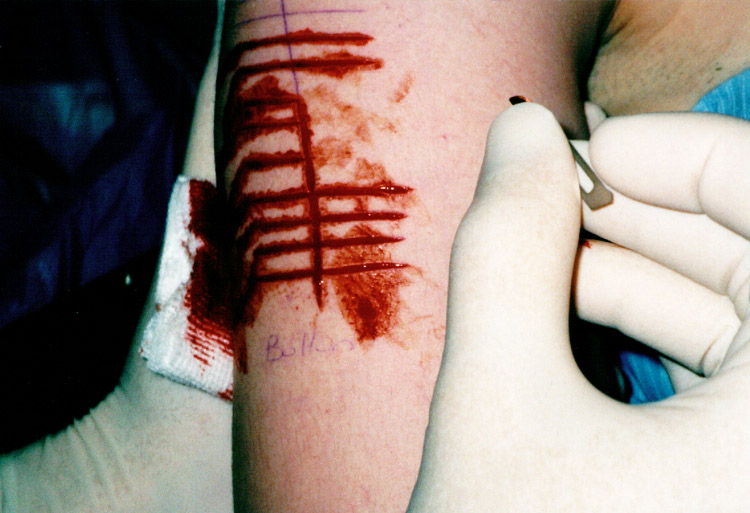
تیغ زنی بر روی بازو

## اهداف
در افرادی با بدن تیره تر و سبزه تر، زخم‌آرایی نمود ظاهری بیشتری نسبت به خالکوبی دارد. هورمون اندورفین در حین تیغ زنی آزاد می‌شود و ممکن است ایجاد آرامش بنماید. تیغ زنی گاهی با اهداف مذهبی، اجتماعی و زیبایی انجام می گردد. زخم‌آرایی نوعی خودبیانگری و خودنمایی است که به منظور ابراز و تصریح عقاید و خصوصیات فرد رخ می دهد.